# Fuentelespino de Moya
Fuentelespino de Moya è un comune spagnolo di 125 abitanti situato nella comunità autonoma di Castiglia-La Mancia.